# 何兆丰
何兆丰，英文：Ho Chao Feng，又称Robert Ho（1920年12月—2016年4月10日），加拿大、香港企业家、航运业实业家，慈善家，20世纪80年代为“世界船王”之一。

## 生平
祖父何元增，清末上海煤炭业企业家。父亲何铁华，航运业企业家，民国时期招商局北局（上海）局长，恒社成员。兄何兆骥，美籍华人实业家，早年在巴西创业，后定居纽约。20世纪40年代，举家迁居加拿大。何兆丰祖籍浙江余姚城内老西门，1920年12月生于上海，持加拿大国籍。
何兆丰早年在上海求学。1943年，获上海圣约翰大学工商管理文学士学位。1946年，赴美国留学。毕业于美国纽约哥伦比亚大学，获运输学硕士学位。此后何家迁居加拿大英属哥伦比亚。何父创立东昌航运有限公司，任董事长。何兆丰后继承家业。
何后赴香港开拓家族企业，开设香港东昌航运有限公司，任董事长。后又以香港为企业的亚洲基地，赴菲律宾拓展业务，开设菲律宾麦赛赛航运有限公司，任董事长。 业务遍及马尼拉、伦敦、温哥华、香港、台北等地。

## 慈善事业
1984年，首次携家人回中国大陆探亲，即捐50万港币贡献家乡教育；1986年，再次拜访大陆。2010年11月，捐建台湾聖約翰科技大學何兆豐數位藝文中心。

## 荣誉
- 任香港余姚聯誼會名譽會長[6]。
- 2010年，获得加拿大英属哥伦比亚大学荣誉博士学位，为当年唯一一位华人受此殊荣[7]